# إيف فلاديسلاف
إيف فلاديسلاف (بالإنجليزية: Yves Vladislav) هو لاعب كرة قدم بريطاني في مركز الوسط، ولد في 12 مايو 1998 في Allschwil ‏ في سويسرا. لعب مع هارت أوف ميدلوثيان.